# Inaki Irazabalbeitia
Inaki Irazabalbeitia Fernández (ur. 1 sierpnia 1957 w San Sebastián) – hiszpański i baskijski chemik, pisarz i polityk, deputowany do Parlamentu Europejskiego VII kadencji.
Z wykształcenia doktor chemii. Jest autorem licznych artykułów naukowych, a także pisarzem, twórcą powieści. W latach 1987–1991 był prezesem baskijskiego stowarzyszenia kulturalnego Udako Euskal Unibertsitatea. Zaangażował się w działalność lewicowej i nacjonalistycznej baskijskiej partii Aralar, został członkiem jej władz, odpowiedzialnym za sprawy międzynarodowe.
W wyborach do Parlamentu Europejskiego w 2009 startował z trzeciego miejsca na liście koalicji ugrupowań regionalnych Europa de los Pueblos – Los Verdes. Mandat eurodeputowanego objął 11 lipca 2013, zastępując Anę Mirandę, która ustąpiła zgodnie z wcześniejszymi ustaleniami. W PE przystąpił do grupy zielonych i regionalistów.